# Diocèse de Cork, Cloyne et Ross
Le diocèse de Cork, Cloyne et Ross est un diocèse anglican de l'Église d'Irlande dépendant de la province de Dublin.
Les cathédrales épiscopales sont :
- Saint-Finbarr de Cork,
- Saint-Fachtna de Rosscarbery,
- Saint-Colman de Cloyne.